# Sebilià
El sebilià és una cultura arqueològica del Paleolític superior que es va desenvolupar a Egipte durant el període que va del 13.000 al 10.000 aC.

## Ubicació
La cultura es coneix amb el nom que li va donar Edmond Vignard amb els descobriments que va fer a Kom Ombo, a la vora del riu Nil, des de 1919 fins als anys vint. Vignard va subratllar les semblances tipològiques del sebilià amb les indústries capsianes del Magrib, cosa que el va portar a proposar un origen sebilià del capsià.
A. Marks va trobar nou llocs més relacionats amb aquesta cultura a la zona del Wadi Halfa. La cultura sebiliana, doncs, es troba íntegrament a prop del Nil, des de Wadi Halfa fins a Qena.

## Datació
Vignard va donar-li una cronologia de 13.000 - 10.000 aC.
Les datacions a través de la geologia mostren que la indústria es va produit en un període que va dels 15.000 als 10.500 aC, tot i que la indústria s’ha restablert posteriorment com a emergent durant el 13.000 aC.
L'arqueologia posterior ha identificat el sebilià com a coetani de les indústries silsiliana i la sebeciana de l'Alt Egipte que van florir el 12.000 aC. o potser abans.

## Característiques
Els estris sebilians s'han trobat al llarg del riu Nil a les terrasses de 10 a 15 peus. Les característiques formals de les troballes indiquen un desenvolupament de la tècnica que va passar per tres fases.
- Sebilià Iː Similar a les puntes d’eines del musteroid, mitjançant una tècnica pròpia de la indústria basada en diorites levallois, amb pocs microburins presents arqueològicament.

- Sebilià II i IIIː es van fabricar eines mitjançant una tècnica indicativa d’una indústria de microblades que havia canviat el material de producció a sílex amb un nombre molt més gran de microburins trobats.[7]

Les manifestacions alementàries evidenciades són les esperades d'una població semi-sedentària que vivia prop del riu Nil (presència de restes de peixos, i molt menys freqüentment de cocodril i tortuga).